# Liste der Baudenkmäler in Kulmain

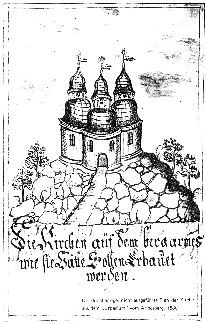
Eine Kirche auf dem Berge Armes

Auf dieser Seite sind die Baudenkmäler in der Oberpfälzer Gemeinde Kulmain zusammengestellt. Diese Tabelle ist eine Teilliste der Liste der Baudenkmäler in Bayern. Grundlage ist die Bayerische Denkmalliste, die auf Basis des Bayerischen Denkmalschutzgesetzes vom 1. Oktober 1973 erstmals erstellt wurde und seither durch das Bayerische Landesamt für Denkmalpflege geführt wird. Die folgenden Angaben ersetzen nicht die rechtsverbindliche Auskunft der Denkmalschutzbehörde.

## Baudenkmäler nach Gemeindeteilen

### Kulmain
| Lage                            | Objekt                                    | Beschreibung | Akten-Nr.    | Bild |
| ------------------------------- | ----------------------------------------- | --- | ------------ | ---- |
| Burgweg 1 (Standort)            | Katholische Pfarrkirche Mariä Himmelfahrt | Saalbau, verputzter Massivbau mit eingezogenem, gerade geschlossenem Chor, Lisenengliederung und Turm mit Spitzhelm, von Wolfgang Dientzenhofer, 1700–02, nach Brand um- und wieder aufgebaut, 1834/35; mit Ausstattung Kirchwehr, hohe Ummauerung, im Kern spätmittelalterlich; Steinfigur des heiligen Johann von Nepomuk, zweites Viertel 18. Jahrhundert | D-3-77-133-1 | BW   |
| Hauptstraße 12 (Standort)       | Ehemaliges Schulhaus                      | Zweigeschossiger, verputzter Massivbau mit flachem Walmdach und Steingewänden, bezeichnet mit „1841“ | D-3-77-133-2 | BW   |
| Hauptstraße 28 (Standort)       | Rathaus                                   | Zweigeschossiger, verputzter Massivbau über hohem Sockelgeschoss, mit Halbwalmdach und Granitlaibungen, Kellerabgang bezeichnet mit „1810“, nach Brand von 1834 erneuert Quadermauer westlich des Gebäudes | D-3-77-133-3 | BW   |
| Kemnather Straße (Standort)     | Steinfigur Johann von Nepomuk             | Auf Postament, bezeichnet mit „1818“; an Brücke der Staatsstraße 2665 über den Erlbach | D-3-77-133-6 | BW   |
| Pfarrgasse 2 (Standort)         | Katholischer Pfarrhof                     | Pfarrhaus, zweigeschossiger Hausteinbau mit Walmdach und schlichter Fassadengliederung Ökonomiegebäude, hakenförmig angeordnete, eingeschossige Massivbauten mit Halbwalmdächern; um 1845–50 Zugehöriges Portal zum Garten, wohl gleichzeitig | D-3-77-133-4 | BW   |
| Wunsiedeler Straße 5 (Standort) | Ehemaliges Schloss                        | Zweigeschossiger, verputzter Massivbau mit Satteldach, im Kern 17. Jahrhundert | D-3-77-133-5 | BW   |

### Armesberg
| Lage                 | Objekt                                              | Beschreibung | Akten-Nr.    | Bild           |
| -------------------- | --------------------------------------------------- | --- | ------------ | -------------- |
| Armesberg (Standort) | Katholische Wallfahrtskirche Heilige Dreifaltigkeit | Rundbau, verputzter Massivbau mit Kegeldach, Seitenportalen, breitem Kranzgesims, vorgestelltem Westturm und östlich angebauter Sakristei, klassizistisch, von Johann Ritter, Jakob Bauer und Blasius Fischer, 1819–36, unter Einbezug von Teilen des Vorgängerbaus von 1677/78; mit Ausstattung Kreuzweg und Treppenanlage mit 60 Granitstufen, 14 Kreuzwegstationen, Granitpfeiler mit Tabernakeln und Blechreliefs, 1870–75 Mauerreste der St.-Michaels-Kapelle, 1705/06 | D-3-77-133-7 | weitere Bilder |

### Babilon
| Lage                          | Objekt                      | Beschreibung                  | Akten-Nr.    | Bild |
| ----------------------------- | --------------------------- | ----------------------------- | ------------ | ---- |
| Beim Kalten Bäumel (Standort) | Säulenbildstock mit Laterne | Granit, bezeichnet mit „1797“ | D-3-77-133-8 | BW   |

### Oberbruck
| Lage                                              | Objekt                                 | Beschreibung | Akten-Nr.     | Bild                                                                                                |
| ------------------------------------------------- | -------------------------------------- | --- | ------------- | --------------------------------------------------------------------------------------------------- |
| Oberbruck 17 (Standort)                           | Katholische Nebenkirche St. Helena     | Kleiner Saalbau, verputzter und halbrund geschlossener Massivbau mit Schopfwalmdach und offenem Dachreiter, unter Verwendung mittelalterlichen Mauerwerks 1676 errichtet; mit Ausstattung | D-3-77-133-9  | Katholische Nebenkirche St. Helena                                                                  |
| In Oberbruck (bei Haus Nr. 13) (Standort)         | Kapelle                                | Verputzter Massivbau mit Satteldach und Gewändeportal, neugotisch, erste Hälfte 19. Jahrhundert; mit Ausstattung                                                                          | D-3-77-133-10 | [[Vorlage:Bilderwunsch/code!/C:49.88827,11.88314!/D:In Oberbruck (bei Haus Nr. 13), Kapelle!/\|BW]] |
| An der Straße Kemnath-Kulmain, St 2665 (Standort) | Steinfigur des heiligen Johann Nepomuk | Auf hohem Postament, bezeichnet mit „1740“ | D-3-77-133-11 | BW                                                                                                  |

### Oberwappenöst
| Lage                        | Objekt                         | Beschreibung | Akten-Nr.     | Bild |
| --------------------------- | ------------------------------ | --- | ------------- | ---- |
| In Oberwappenöst (Standort) | Kapelle Sieben Schmerzen Mariä | Saalbau, verputzter Massivbau mit Satteldach, eingezogenem Chor und Turm mir Zeltdach, neugotisch, um 1910; mit Ausstattung | D-3-77-133-12 | BW   |

### Ölbrunn
| Lage                  | Objekt                  | Beschreibung | Akten-Nr.     | Bild |
| --------------------- | ----------------------- | --- | ------------- | ---- |
| In Ölbrunn (Standort) | Katholische Ortskapelle | Verputzter Massivbau mit Satteldach und Dachreiter mit Zeltdach, das Granitportal bezeichnet mit „1862“; mit Ausstattung | D-3-77-133-13 | BW   |

### Witzlasreuth
| Lage                     | Objekt                  | Beschreibung | Akten-Nr.     | Bild |
| ------------------------ | ----------------------- | --- | ------------- | ---- |
| Bergstraße 11 (Standort) | Ehemaliges Forsthaus    | Eingeschossiger, teilverputzter Backsteinbau mit Schopfwalmdach und Kniestock, um 1890 | D-3-77-133-16 | BW   |
| Birkenweg (Standort)     | Katholische Ortskapelle | Verputzter, dreiseitig geschlossener Massivbau mit Satteldach und offenem Dachreiter mit Zwiebelhaube, das Granitportal bezeichnet mit „1817“ und „1973“; mit Ausstattung Steinkreuz, Granit; neben der Kapelle | D-3-77-133-15 | BW   |

## Ehemalige Baudenkmäler
In diesem Abschnitt sind Objekte aufgeführt, die früher einmal in der Denkmalliste eingetragen waren, jetzt aber nicht mehr. Objekte, die in anderem Zusammenhang also z. B. als Teil eines Baudenkmals weiter eingetragen sind, sollen hier nicht aufgeführt werden. Aktennummern in diesem Abschnitt sind ehemalige, jetzt nicht mehr gültige Aktennummern.

| Lage                         | Objekt       | Beschreibung                                                               | Akten-Nr.     | Bild |
| ---------------------------- | ------------ | -------------------------------------------------------------------------- | ------------- | ---- |
| Ölbrunn Ölbrunn 3 (Standort) | Türrahmungen | In barocken Formen, Granit, die westliche bezeichnet mit „1786“ und „1974“ | D-3-77-133-14 | BW   |